# Ford Ka
Ford Ka er en mikrobil, der primært bliver markedsført i Europa. Ka-modellen blev introduceret i 1996, og anden generation kom på markedet i 2008. 

## Første generation
Ford Ka blev introduceret i september 1996 som en mindre og mere prisvenlig nytilføjelse til Ford-modellerne. Ka-modellen delte platform med Ford Fiesta, men blev udstyret med et helt anderledes interiør. 
Ford Ka regnes for at være blandt de bedst håndterbare små biler (ligesom Fiesta og Puma), bl.a. på grund af modellens styremuligheder. 
Ford Ka fås med elektriske vinduer, centrallåsesystem, aircondition, airbag ved forreste passagersæde, osv. I 1997 blev det også muligt at købe bilen med ABS-bremser. De første tre år efter, at Ford Ka kom på markedet, havde modellen sorte plastikkofangere, der skulle minimere risikoen for at beskadige malingen under parkering. I 1999 blev det muligt at få modellen med nye kofangere.
Fordi produktionsomkostningerne ved Ford Ka er lave, har Ford tjent godt på modellen på trods af den lave salgspris. I Storbritannien blev der i 2006 solgt 17.000 eksemplarer af modellen. 

### Tekniske data
|                                                | 1,3                 | 1,3                 | 1,3                 | 1,3                 | 1,3                 | 1,6                 |
| Byggeår                                        | 1996–1999           | 1999−2001           | 1996–2002           | 2002–2008           | 2002–2008           | 2003–2008           |
| Motordata                                      |                     |                     |                     |                     |                     |                     |
| Motortype                                      | R4-benzinmotor      | R4-benzinmotor      | R4-benzinmotor      | R4-benzinmotor      | R4-benzinmotor      | R4-benzinmotor      |
| Antal ventiler pr. cylinder                    | 2                   | 2                   | 2                   | 2                   | 2                   | 2                   |
| Ventilstyring                                  | OHV, kæde           | OHV, kæde           | OHV, kæde           | OHC, kæde           | OHC, kæde           | OHC, kæde           |
| Fødesystem                                     | Multipoint          | Multipoint          | Multipoint          | Multipoint          | Multipoint          | Multipoint          |
| Trykladning                                    | –                   | –                   | –                   | –                   | –                   | –                   |
| Køling                                         | Vandkøling          | Vandkøling          | Vandkøling          | Vandkøling          | Vandkøling          | Vandkøling          |
| Boring × slaglængde                            | 74,0 × 75,5 mm      | 74,0 × 75,5 mm      | 74,0 × 75,5 mm      | 74,0 × 75,5 mm      | 74,0 × 75,5 mm      | 82,0 × 75,5 mm      |
| Slagvolume                                     | 1299 cm³            | 1299 cm³            | 1299 cm³            | 1299 cm³            | 1299 cm³            | 1598 cm³            |
| Kompressionsforhold                            | 9,5:1               | 9,5:1               | 9,5:1               | 10,2:1              | 10,2:1              | 9,5:1               |
| Maks. effekt ved omdr./min.                    | 37 kW (50 hk) /4500 | 36 kW (49 hk) /4500 | 44 kW (60 hk) /5000 | 44 kW (60 hk) /5000 | 51 kW (70 hk) /5500 | 70 kW (95 hk) /5500 |
| Maks. drejningsmoment ved omdr./min.           | 97 Nm /2000         | 95 Nm /2000         | 105 Nm /2500        | 99 Nm /2500         | 106 Nm /3000        | 135 Nm /4250        |
| Kraftoverførsel                                |                     |                     |                     |                     |                     |                     |
| Drivende hjul                                  | Forhjul             | Forhjul             | Forhjul             | Forhjul             | Forhjul             | Forhjul             |
| Gearkasse                                      | 5-trins manuel      | 5-trins manuel      | 5-trins manuel      | 5-trins manuel      | 5-trins manuel      | 5-trins manuel      |
| Præstationer                                   |                     |                     |                     |                     |                     |                     |
| Topfart                                        | 147 km/t            | 147 km/t            | 155 km/t            | 155 km/t            | 167 km/t            | 174 km/t            |
| Acceleration 0-100 km/t                        | 17,7 sek.           | 17,7 sek.           | 15,4 sek.           | 15,4 sek.           | 14,1 sek.           | 10,6 sek.           |
| Brændstofforbrug pr. 100 km ved blandet kørsel | 5,9 liter Blyfri 95 | 5,9 liter Blyfri 95 | 6,3 liter Blyfri 95 | 5,9 liter Blyfri 95 | 5,9 liter Blyfri 95 | 7,6 liter Blyfri 95 |
| CO2-udslip ved blandet kørsel                  | 145 g/km            | 145 g/km            | 154 g/km            | 140 g/km            | 141 g/km            | 182 g/km            |

### SportKa og StreetKa
I 2003 præsenterede Ford en ny SportKa, og dermed blev Ka-brandet udvidet. Den nye model kom bl.a. med bedre affjedring, større akselbredde og nye fælge. En convertible ved navn StreetKa kom også på markedet. I 2005 gennemgik interiøret i begge modeller en række mindre forbedringer. I forbindelse med promoveringen af den nye film ”Thunderbirds” producerede Ford en pink version af Ka-modellen.

### Rally
Rally Ka’en blev bygget af Ford TeamRS i Boreham, Essex. Modellen blev bygget for at medvirke i det britiske Mintex rally mesterskab. Flere af modellens dele (for eksempel forstærket motorophæng) har til formål at forstærke bilen til rally-kørsel. 

### Sikkerhed
Modellen er af det svenske forsikringsselskab Folksam blevet vurderet som værende lige så sikker som middelbilen.

## Anden generation
I 2008 blev den europæiske Ka-model erstattet med en model, der er udviklet og produceret af Fiat. Til trods for en ny underliggende struktur har den nye generation af Ford Ka beholdt sit originale kurvede design. Til interiøret kan også tilkøbes bl.a. trådløs stemmekontrol, Bluetooth, MP3, cd-afspiller, USB-port og højttalersystem. Modellen fås med to motorer, henholdsvis en 1,2-liters benzinmotor og en 1,3-liters TDCi-dieselmotor. Alle modellens motorer er produceret af Fiat. Den nye Ford Ka fik sin debut i James Bond-filmen Quantum of Solace. Modellen blev præsenteret ved motorshowet i Paris i oktober 2008. I 2008 gik der rygter om, at Ford Ka ville blive sat til salg på det nordamerikanske marked. Men Ford manede rygterne til jorden med en udmelding om, at modellen regnes for at være for lille for de amerikanske forbrugeres smag.

### Tekniske data
|                                                | 1,2                 | 1,2                 | 1,3 TDCi                  | 1,3 TDCi                  |
| Byggeår                                        | 8/2008–10/2010      | 11/2010–            | 8/2008–10/2010            | 11/2010–                  |
| Motordata                                      |                     |                     |                           |                           |
| Motorkode                                      | 169A4000            | 169A4000            | 169A1000                  | 169A1000                  |
| Motortype                                      | R4-benzinmotor      | R4-benzinmotor      | R4-dieselmotor            | R4-dieselmotor            |
| Antal ventiler pr. cylinder                    | 2                   | 2                   | 4                         | 4                         |
| Ventilstyring                                  | OHC, tandrem        | OHC, tandrem        | DOHC, tandrem             | DOHC, tandrem             |
| Fødesystem                                     | Multipoint          | Multipoint          | Commonrail                | Commonrail                |
| Trykladning                                    | –                   | –                   | Turbolader, ladeluftkøler | Turbolader, ladeluftkøler |
| Køling                                         | Vandkøling          | Vandkøling          | Vandkøling                | Vandkøling                |
| Boring × slaglængde                            | 70,8 × 78,9 mm      | 70,8 × 78,9 mm      | 69,6 × 82,0 mm            | 69,6 × 82,0 mm            |
| Slagvolume                                     | 1242 cm³            | 1242 cm³            | 1248 cm³                  | 1248 cm³                  |
| Kompressionsforhold                            | 11,1:1              | 11,1:1              | 17,6:1                    | 17,6:1                    |
| Maks. effekt ved omdr./min.                    | 51 kW (69 hk) /5500 | 51 kW (69 hk) /5500 | 55 kW (75 hk) /4000       | 55 kW (75 hk) /4000       |
| Maks. drejningsmoment ved omdr./min.           | 102 Nm /3000        | 102 Nm /3000        | 145 Nm /1500−3500         | 145 Nm /1500−3500         |
| Udstødningsnorm                                | Euro4               | Euro5               | Euro4                     | Euro5                     |
| Kraftoverførsel                                |                     |                     |                           |                           |
| Drivende hjul                                  | Forhjul             | Forhjul             | Forhjul                   | Forhjul                   |
| Gearkasse                                      | 5-trins manuel      | 5-trins manuel      | 5-trins manuel            | 5-trins manuel            |
| Præstationer                                   |                     |                     |                           |                           |
| Topfart                                        | 159 km/t            | 159 km/t            | 160 km/t                  | 160 km/t                  |
| Acceleration 0-100 km/t                        | 13,3 sek.           | 13,3 sek.           | 13,6 sek.                 | 13,6 sek.                 |
| Brændstofforbrug pr. 100 km ved blandet kørsel | 5,1 liter Blyfri 95 | 4,9 liter Blyfri 95 | 4,2 liter Diesel          | 4,1 liter Diesel          |
| CO2-udslip ved blandet kørsel                  | 119 g/km            | 115 g/km            | 112 g/km                  | 109 g/km                  |

## Tredje generation
I november 2013 gjorde Ford bekendt, at den tredje modelgeneration af Ford Ka skal fremstilles i Camaçari, Brasilien. Senere er der planlagt produktion i Indien, Kina og Thailand. Den nye model skal, ligesom andre Ford-modeller såsom Fiesta og Focus, sælges som verdensbil i flere forskellige lande i stort set identiske versioner.
For første gang kommer modellen til udelukkende at findes som femdørs. Samarbejdet med Fiat ophører ved modelskiftet, hvorfor modellen (igen) baseres på samme platform som Fiesta og udstyres med trecylindrede motorer. Modellen lanceres i løbet af 2015.